# Xabier Añua Crespo
Xabier Añua Crespo (Vitòria, Àlaba, 29 de maig de 1935 - ib., 4 de juliol de 2025) fou un entrenador de bàsquet i advocat basc.

## Biografia
Sembla que els seus pares li van permetre jugar a bàsquet perquè desconeixien realment de quin esport es tractava. Quan va anar a estudiar Econòmiques a França, seguint els consells de la seva mare, va aterrar a Pau on ja coneixien el bàsquet.

### Trajectòria esportiva
Xabier Añua va ser, en la seva joventut, jugador de diversos equips de bàsquet aficionats de Vitòria, entre ells el Sphaira, que més tard esdevingué el germen del Phillips, subcampió del Torneig d'Educació i Descans de la temporada 53-54. El Phillips es va proclamar campió d'Espanya de Tercera Divisió el 1957, i l'any següent va aconseguir l'ascens a primera divisió (categoria llavors inferior a l'anomenada "Divisió d'Honor") ja amb Xabier Añua convertit en entrenador i amb la seva nova denominació de Club Deportivo Vitoria. Aquell equip va arribar a jugar la lligueta d'ascens a la Divisió d'Honor el 1965 conjuntament amb l'Águilas de Bilbao, l'Hospitalet i el Canoe, tot i que no va aconseguir el seu objectiu.
A l'any següent el club va passar a formar part de la Sociedad Deportiva Kas, presidida per Luis Knörr i que patrocinava un conegut equip ciclista. El suport econòmic de la famosa empresa de refrescos Kas va permetre realitzar el fitxatge de dos jugadors nord-americans de qualitat com eren Bob Williams i John Mathis, amb els quals l'SD Kas es va proclamar campió de la Primera Divisió sense perdre cap partit i va ascendir així a la Divisió d'Honor el 1966.
Malgrat la prohibició de fer servir jugadors estrangers, la primera temporada del Kas a la Divisió d'Honor va ser un rotund èxit, ja que va acabar la lliga en cinquè lloc i va aconseguir classificar-se per a la final de la Copa del Generalíssim en derrotar en semifinals el Joventut de Badalona, flamant campió de lliga. L'apurada derrota per 80-85 en la final de copa contra el Reial Madrid gràcies als 40 punts del nacionalitzat Clifford Luyk no entelava el brillant debut del Kas en la màxima categoria, que li va permetre a més de classificar-se per la Recopa en la que seria la seva primera participació en competició europea. No obstant això, la temporada següent el bon rendiment en la lliga (on el Kas acabaria en quarta posició) no va ser suficient per superar la decepció que va suposar l'eliminació en vuitens de final de la Recopa enfront de l'AEK BC grec. Dalmacio Langarica, important directiu de l'equip de ciclisme, va convèncer Luis Knorr per cessar Añua i substituir-lo per Vicente Gallego, amic personal de Langarica. La polèmica pel canvi d'entrenador va desembocar fins i tot en un boicot als refrescos de la marca "Kas" a Vitòria, que finalment va provocar el trasllat del club de bàsquet a Bilbao.
El 1968 va ser nomenat entrenador del FC Barcelona, on va impulsar el fitxatge d'Aíto García Reneses, que acabaria essent futur tècnic blaugrana. La seva primera temporada al club català es va veure marcada pels constants problemes causats per l'americà Albie Grant, que van desembocar en l'expulsió del jugador a meitat de campanya. Durant les tres temporades següents el club no va aconseguir el seu objectiu de plantar cara al Reial Madrid, ni tan sols amb la nacionalització dels americans Charles Thomas i Norman Carmichael la temporada 1971-72, cosa que només li va permetre d'aconseguir el subcampionat de lliga i les semifinals de la copa. Aquesta falta d'èxits i les friccions amb alguns directius de la secció van provocar la destitució d'Añua l'estiu de 1972.
La temporada següent va entrenar l'Águilas de Bilbao, però no va aconseguir evitar el descens del club en acabar en darrera posició de la categoria. La seva següent destinació va ser l'Olympique d'Antíbol francès, on va ocupar la banqueta de 1973 a 1976. El seu millor resultat va ser un quart lloc la temporada 74-75, mentre que en la Copa Korac va ser eliminat tres vegades en la lligueta de quarts. El 1976 va decidir de retirar-se com a entrenador.
Posteriorment va ser directiu del Saski Baskonia, on el 1984 va decidir tornar a les banquetes per una temporada. Sota la denominació de "Caja de Álava", el Baskonia es va proclamar campió de la Copa de l'Associació enfront del CAI de Saragossa, el seu primer títol; i va assolir els quarts de final de la lliga ACB.
Va ser des de 1968 professor de tàctica de l'Escola Nacional d'Entrenadors, de la qual després també en va ser director. També va viatjar a diversos països com ara Xile, Veneçuela i Colòmbia on va fer cursos d'entrenador i va dirigir les respectives seleccions nacionals.
L'any 1976 va ser fundador de l'Associació Espanyola d'Entrenadors de Bàsquet (AEEB), formant part des de l'inici de la seva Junta Directiva, de la qual segueix sent membre com a Vocal de Relacions Institucionals.

### Trajectòria política
En les eleccions constituents de 1977, va ser president de la Gestora Pro Amnistia d'Àlaba, candidat d'Euskadiko Ezkerra i membre fundador de la Taula Nacional d'Herri Batasuna com a independent.

### Trajectòria divulgativa musical
Añua va ser també pioner en la realització de programes de jazz a Ràdio Vitòria, els anys 50, en companyia de Luis Abaitua.

## Vida personal
El seu pare va ser el primer txistulari (persona que toca el txistu) que hi va haver a Vitòria.
És germà d'Iñaki Añua, creador i director del Festival de Jazz de Vitòria.

## Premis i reconeixements
- 2017: Medalla d'or de l'Associació Espanyola d'Entrenadors de Bàsquet.[10]
- 2021: Makila d'Honor del programa Ondas de Jazz, lliurat per l'associació cultural i musical Jazzargia, pel seu compromís amb la divulgació del Jazz.[11]